# ジュゼッペ・トージ
ジュゼッペ・トージ（Giuseppe Tosi、1916年5月25日 - 1981年7月10日）は、イタリアの陸上競技選手。1948年ロンドンオリンピックの銀メダリストである。ピエモンテ州ノヴァーラ県ボルゴ・ティチーノ出身。

## 経歴
トージは、第二次世界大戦直後から1950年代にかけて活躍したイタリアの男子円盤投選手である。トージは非常に優れた選手であったが、当時のイタリアにはアドルフォ・コンソリーニというライバルがいたため、トージは、常にコンソリーニの影に隠れた存在であった。
トージは、1948年のロンドンオリンピックに出場し、51m78で、コンソリーニに次いで銀メダルを獲得。4年後の1952年ヘルシンキオリンピックでは49m03で8位という結果に終わっている。
さらに、トージは、1946年、1950年、1954年と3大会連続ヨーロッパ選手権の円盤投で銀メダルを獲得しているが、いずれもコンソリーニが金メダルを獲得している。
トージは、1939年以来、カラビニエリ（国家憲兵）に所属しトレーニングを積んできた。カラビニエリは、イタリアでは多くの優秀なスポーツ選手を輩出する機関としても知られているが、トージは、その最初のオリンピックメダリストである。

## 主な実績
| 年   | 大会                 | 場所                     | 種目   | 結果 | 記録  |
| ---- | -------------------- | ------------------------ | ------ | ---- | ----- |
| 1946 | ヨーロッパ陸上選手権 | オスロ(ノルウェー)       | 円盤投 | 2位  | 50m39 |
| 1948 | オリンピック         | ロンドン(イギリス)       | 円盤投 | 2位  | 51m78 |
| 1950 | ヨーロッパ陸上選手権 | ブリュッセル(ベルギー)   | 円盤投 | 2位  | 52m31 |
| 1952 | オリンピック         | ヘルシンキ(フィンランド) | 円盤投 | 8位  | 49m03 |
| 1954 | ヨーロッパ陸上選手権 | ベルン(スイス)           | 円盤投 | 2位  | 52m34 |